# Col·legi Sagrat Cor (el Vendrell)
El Col·legi Sagrat Cor és un edifici del Vendrell protegit com a bé cultural d'interès local.

## Descripció
L'edifici és format per tres plantes separades per motllures. Els paraments presenten carreus irregulars, mentre que les obertures i els elements decoratius són fets de maó. La utilització d'ambdós materials contribueixen a la decoració de l'edifici. La planta baixa presenta una portalada d'entrada i diverses finestres amb arc de mig punt. La segona planta també té una sèrie d'obertures d'arc semicircular. El pis superior conté unes petites finestres aparellades d'arc de mig punt. La façana és dividida verticalment en tres cossos (el central més gran que els laterals), gràcies a dues pilastres adossades que recorren tota l'alçada de la façana. Rematant l'edificació es troba una cornisa formada per mènsules que sostenen un sistema d'arcs escarsers cecs.

## Història
Aquest edifici fou comprat per la mare Càndida l'any 1920. Abans era un convent rodejat per camps, els quals eren conreats pels monjos que l'habitaven, fins que passà a mans de Federico de Maciá i Miret, noble de Vilafranca del Penedès. A partir de 1920 les "Hermanas Carmelitas Misioneras Terciarias", orde fundat pel pare Palau, habilitaren el convent com a col·legi i asil. Durant la guerra fou hospital de sang, més tard s'utilitzà per allotjament de la tropa. Després d'aquest període fou de nou habitat per l'esmentada orde. En aquesta època fou construïda la capella situada a la banda esquerra de l'edifici (lloc ocupat antigament per una fàbrica de samarretes). Avui dia funciona com a col·legi.